# Владимир Опсеница
Владимир Владо Опсеница (9. март 1980, Нови Сад) је српски гитариста. Најпознатији је као члан групе Океан Ељзи.

## Биографија
Студирао је музику у Европи и Русији. Стални је гитариста групе „Лазар Новков & Frame Orchestrа“.
Године 2013. као гитариста учествовао је у снимању албума „Земля“ групе Океан Ељзи уместо Петра Черњавског који је напустио групу. Пронађен је за само неколико дана. Учествовао на турнеји као подршка албуму као сесијски музичар. Како је написао Андреј Васјатин, са новим гитаристом „променио се не само албумски звук групе, већ и концертни – па су чак и стари „океански хитови звучали на нов начин“. Према Вакарчуку: „Цела група би волела да Владо остане у групи као стални члан, али човек је цео живот живео у Србији, тамо студирао музику, снимао, продуцирао, треба се навићи се и ући у нови ритам. Сачекајмо да видимо како ће се развијати ситуација.“  Године 2014. године добија позицију сталног гитаристе.
Почетком 2018, заједно са Сергејем Михалком и продуцентом звука Виталијем Телезином, креирао је пројекат Дрезден.